# Iwata
Iwata (jap. 磐田市 Iwata-shi) – miasto w Japonii, w prefekturze Shizuoka (środkowe Honsiu).

## Położenie
Miasto leży w zachodniej części prefektury Shizuoka nad ujściem rzeki Tenryū do Oceanu Spokojnego. Miasto graniczy z Hamamatsu i Fukuroi w prefekturze Shizuoka.

## Historia
Miasto powstało 1 kwietnia 1948 roku, z połączenia miasteczek Fukuda, Ryūyō, Toyoda i Toyo'oka.

## Miasta partnerskie
- Stany Zjednoczone: Mountain View
- Filipiny: Dagupan